# Шара Юнайтед
Шара Юнайтед ФК е футболен отбор от едноименното малко селце Шаара на остров Гозо, Малта. Основан през 1936. Играе във футболните дивизии на остров Гозо.

## Успехи
L-Ewwel Diviżjoni ta' Għawdex: (Първа дивизия на о-в Гозо)
- Шампион (6): 1963 – 1964; 1939 – 1940; 1988 – 1989; 1991 – 1992; 1992 – 1993; 1997 – 1998

It-Tieni Diviżjoni ta' Għawdex: (Втора дивизия на о-в Гозо)
- Шампион (6): 1961 – 62; 1968 – 69; 1971 – 72; 1978 – 79; 2003 – 04; 2010 – 2011

Tazza Għawdxija: (Купа на о-в Гозо)
- Носител (4): 1988 – 1989; 1991 – 1992; 1997 – 1998; 1998 – 1999;

Super Cup Għawdxija: (Супер купа на о-в Гозо)
- Носител (1): 1988 – 1989

Tazza tal-Indipendenza: (Купа на независимостта)
- Носител (3): 1988 – 1989; 1990 – 1991; 1991 – 1992;

Knock Out tat-Tieni Diviżjoni ta' Għawdex:
- Шампион (3): 1961 – 1962; 1971 – 1972; 2003 – 2004

Gemaharija Cup:
- Носител (4): 1987 – 1988; 1988 – 1989; 1990 – 1991; 1992 – 1993

Купа Ротманс:
- Носител (1): 1988 – 1989

Good Conduct Cup:
- Носител (1): 1971 – 1972

Купа Ессо:
- Носител (1): 1972 – 1973

Купа на Малта:
- участие във 2-ри кръг (1): 2013 – 2014

## Български футболисти
- Антонио Ласков: 2016/17 (0 мача - 0 гола)